# Gerhard Jäger (Skirennläufer)
Gerhard Jäger (* 8. Februar 1958 in Filzmoos, Salzburg) ist ein ehemaliger österreichischer Skirennläufer. Der Riesenslalomspezialist war von 1977 bis 1982 im Nationalkader des Österreichischen Skiverbandes und erreichte zwei Podestplätze im Skiweltcup.

## Biografie
Seine ersten Weltcuppunkte gewann Jäger im März 1978, als er in den Riesenslaloms von Stratton Mountain und Waterville Valley jeweils den achten Platz belegte. Im nächsten Winter kam er aber nie unter die besten zehn. Anfang Februar erlitt er im Riesenslalom von Jasná eine Nierenquetschung, weshalb er die Saison vorzeitig beenden musste.
In der Saison 1979/80 kam Jäger dreimal unter die schnellsten zehn. Beste Platzierung war der fünfte Platz in Waterville Valley. Damit belegte er im Riesenslalomweltcup den zwölften Rang. In der Saison 1980/81 gelangen ihm seine besten Resultate: Beim Auftakt im Riesenslalom der 3-Tre-Rennen in Madonna di Campiglio kam er hinter dem Schweden Ingemar Stenmark und dem Russen Alexander Schirow erstmals auf das Podest. Den zweiten Podestplatz, und gleichzeitig sein bestes Weltcupergebnis überhaupt, erreichte er am 14. März 1981 im Riesenslalom von Furano. Hinter dem Russen Schirow, der in diesem Rennen seinen ersten Weltcupsieg feierte, belegte Jäger den zweiten Platz. Im Riesenslalomweltcup verschlechterte er sich trotzdem um zwei Plätze gegenüber dem Vorjahr.
Im Winter 1981/82 kam Jäger zweimal unter die besten zehn. Für die Weltmeisterschaft in Schladming konnte er sich aber nicht qualifizieren. Nach der Saison gab er seinen Rücktritt bekannt.

## Erfolge

### Weltcup
- 2 Podestplätze, weitere siebenmal unter den besten zehn